# البدر الطالع بمحاسن من بعد القرن السابع (كتاب)
كتاب البدر الطالع بمحاسن من بعد القرن السابع لمؤلفه محمد الشوكاني في تاريخ أعلام المسلمين من القرن الثامن الهجري إلى زمنه ـ وقد توفي سنة 1250 هـ ـ ذاكرا من يحسبه من المجتهدين، وأهل العلم، وألحق بهم العباد والخلفاء والملوك والأدباء إن كانوا على جلالة قدر ولم يشترط فيمن عاصرهم إذا أوردهم في كتابه كونهم بلغوا الذروة. وقد اهتم ببيان سنة الولادة والوفاة إن اطلع عليها ورتب كتابه على حروف المعجم، فبلغت تراجمه 596 ترجمة.

## الكتاب
كتاب من الكتب التراث الهامة التي اهتمت بتأريخ العلماء والأعيان وأكابر تلك الفترة الزمنية ، يتألف الكتاب من جزأين يضم الأول تراجم (354) عالماً من علماء العرب والإسلام. ويشتمل القسم الثاني تراجم لـ (242) عالم أيضاً من علماء وأكابر الزمن. والكتاب لم يقتصر على منطقة محددة معينة، ولا على عدد قليل من الأعلام، وهو أيضاً لم يتحدث عن فترة زمنية قصيرة، بل إنه اشتمل على تراجم لأعلام كثيرين من بقعة جغرافية واسعة وضمن فترة زمنية تتجاوز خمسمائة عام تقريباً. 